# Audio Stream Input/Output
ASIO (ang. Audio Stream Input/Output) – protokół wejścia/wyjścia dla strumienia danych audio w sterowniku komputerowej karty dźwiękowej.
Sposób zarządzania danymi audio, opracowany przez firmę Steinberg Media Technologies, będący podstawową metodą dostępu do kart dźwiękowych i interfejsów audio w sekwencerze Cubase. ASIO został zaakceptowany przez szereg firm zajmujących się produkcją sprzętu i oprogramowania, dzięki czemu stał się jednym z popularniejszych sposobów zarządzania hardwarem z poziomu programów muzycznych. ASIO zarządza wszystkimi parametrami sygnałów i urządzeń, jak częstotliwość próbkowania, rozdzielczość bitowa i synchronizacja pomiędzy sygnałami audio, MIDI i wideo. Dzięki temu użytkownik uzyskuje bardzo małą wartość opóźnienia (sięgającą kilku ms), wysoką jakość dźwięku oraz możliwość sprawowania kontroli nad systemem nagrywająco-odtwarzającym. Obecnie technologia ASIO jest stosowana zarówno w komputerach PC, jak i Macintosh.